# 玉川勝巳
玉川 勝巳（たまがわ かつみ）は、プロレスのレフェリー。全日本プロレスでは二子玉川（ふたごたまがわ）の名義で裁いている。

## 経歴
大学卒業後、東京で保育士として就職するが、プロレスラーを目指すべく2008年にある団体に入門。その後は団体を転々としてSMASHの練習生になるも、2012年1月19日レフェリーデビュー。
2012年4月、WNCに移籍。同団体でも継続してレフェリング。
2014年、同団体活動休止に伴い、WNC-REINA所属になった。
2016年10月2日、ハードヒットにおける服部健太戦で選手として出場。